# Планат, Август Васильевич
Планат, Август Васильевич (? — 1839, Эмс) — русский искусствовед, музейный работник. Многолетний помощник хранителя живописи императорских коллекций Эрмитажа, один из составителей первого профессионального каталога его коллекции, эксперт — оценщик предметов искусства, коллежский асессор и кавалер.
Планат Август (Огюст) Васильевич (фр. Auguste Planât), русский искусствовед французского происхождения, помощник хранителя Картинной галереи и Кабинета редкостей Императорского Эрмитажа, своими трудами в первой трети XIX века заложил основы научной систематизации и каталогизации собрания живописи Эрмитажа. Он является близким родственником героя Отечественной войны 1812 года, увековеченного в Военной галерее Зимнего дворца.

## Биография
Прибыл в Россию в начале XIX века. Более тридцати лет, с 1806 по 1839 год, служил по придворному штату ведомства Императорского двора сотрудником Эрмитажа. Сначала в должности писца, затем письмоводителем (делопроизводителем) и помощником смотрителя Эрмитажной картинной галереи, под началом её смотрителя и хранителя — Ф. И. Лабенского. В течение всей службы работал над систематизацией и каталогизацией эрмитажного живописного собрания, фактически исполняя обязанности заместителя директора Эрмитажа по научной работе.
Службу начал в Эрмитаже в 1806 году, сменив на должности сотрудника картинной галереи француза Х. Камила де Женефа. Тот проработал в Эрмитаже четыре года и оставил в 1806 году рукопись позальной экспозиции, которой впоследствии пользовался Ф. И. Лабенский, составляя свой каталог. Однако, труд Х. Камила де Женефа был не полон и не окончен. Когда в 1809 году возникла идея создания нового каталога, то А. Планат взялся за эту работу и в ней преуспел. В период 1809—1810 годов он составил на французском языке рукописный Каталог позальной экспозиции западноевропейской живописи Эрмитажа, который своей обстоятельностью «намного опередил своё время и был, безусловно, одним из лучших в Европе». Когда много позднее император Николай I распорядился дать на французском языке каталог картин с их позальным размещением и не удовлетворился предложенным вариантом Ф. И. Лабенского, тот инкорпорировал в свой перечень фрагменты рукописного каталога А. Планата. Каталог не был издан в связи с началом Отечественной войны 1812 года. Рукописный каталог Планата первоначально хранился в библиотеке Картинной галереи Эрмитажа, потом был передан в архив, долго не включался в опись и практически оказался забыт. Он является ценнейшим источником сведений о приобретении картин для Эрмитажа, в котором упоминаются все картины, приобретенные в период правления Александра I. Рукописью явно пользовались авторы дореволюционных каталогов, хотя ссылки на нее не давали. Несмотря на незаконченность работы (каталог не был издан), за труды по созданию рукописного Каталога 1809—1811 годов, прерванные Отечественной войной 1812 года, А. В. Планат в 1819 году из канцеляристов (письмоводителей) был пожалован чином губернского секретаря.
В 1820—1830-х годах в чине коллежского секретаря, затем титулярного советника, служил помощником смотрителя II-го отделения Императорского Эрмитажа, действительного статского советника Ф. И. Лабенского. В 1830-х годах неоднократно исправлял его должность, в отдельные периоды практически в течение года. За труды и в награду отлично-усердной службы пожалован кавалером ордена Святой Анны 3-й степени (22.08.1826), ордена Святого Владимира 4-й степени (31.03.1836) и знаком отличия «Беспорочная служба XV» (22.08.1834). Пожалование орденским кавалером давало Планату право на потомственное дворянство.
Многолетний труд А. В. Планата над систематизацией эрмитажной живописи был им завершен составлением первого позального каталога-путеводителя Картинной галереи Эрмитажа, изданного в 1838 году на французском языке, под общей редакцией Ф. И. Лабенского (Labensky F. Livret de la Galerie Impériale de l’Ermitage de St.Pétersbourg, contenant l’explication des tableaux qui la composent. — St. Pétersbourg, 1838), который официально и считается его автором, обычно без упоминания роли А. Планата в его составлении. Это был первый официальный каталог эрмитажной живописи после краткого указателя 1774 года. Это издание представляло собой каталог-путеводитель, в котором картины были разделены по школам, но размещены в порядке развески.
В связи с реорганизацией управления Эрмитажем, именным указом от 9.04.1838 года, из помощника смотрителя II-го отделения Планат назначен на должность помощника начальника II-го отделения Императорского Эрмитажа, действительного статского советника Ф. И. Лабенского, с утверждением годового жалованья в размере 2 000 руб. За труды по составлению каталога Картинной галереи Эрмитажа и в награду отлично-усердной службы пожалован кавалером ордена Святого Станислава 3-й степени (11.04.1838). В том же — 1838 году, из титулярных советников пожалован в чин коллежского асессора.
По представлению министра народного просвещения и президента Императорской Академии наук С. С. Уварова, в конференции Академии наук от 3.08.1839 года, по высочайшему повелению, утвержден приглашенным членом академических совещаний по вопросу составления и издания Каталога искусственных предметов и редкостей Эрмитажа. Однако, в трудах по систематизации и каталогизации Эрмитажной коллекции искусственных предметов и редкостей участия не принял. Вскоре после назначения, в том же — 1839 году, скоропостижно скончался во время заграничного отпуска с супругой.
Прослужив сотрудником Эрмитажа свыше 30 лет, А. В. Планат не нажил богатства. Все его материальное наследство составило движимое имущество на сумму 159 руб. 57 коп. серебром. Главным его наследством стал вклад в научную систематизацию живописного собрания Эрмитажа.

## Родственные связи
Был женат с 18 июля 1817 года на девице Наталье Николаевне Мацневой, дочери орловского помещика, судьи Орловского совестного суда, известной светской персоны XVIII века, чей образ увековечен в портрете работы художника Ф. С. Рокотова, статского советника Николая Михайловича Мацнева и его супруги, псковской помещицы, девицы Варвары Дмитриевны Ланской (1759—1817) — родной сестры фаворита императрицы Екатерины II, генерал-адъютанта А. Д. Ланского, в 1780—1781 годах служившей фрейлиной императрицы, до своего замужества с Мацневым.
Венчались в Сергиевском Всей артиллерии соборе в С.-Петербурге. Поручителем по жениху стал обер-прокурор II отделения V департамента Правительствующего Сената, действительный статский советник князь Петр Сергеевич Мещерский, впоследствии действительный тайный советник, член Государственного Совета. Супруга князя — девица Екатерина Ивановна Чернышева, была двоюродной сестрой невесты. Поручителем по невесте стал директор Департамента разных податей и сборов Министерства финансов, действительный статский советник Фёдор Петрович Опочинин, впоследствии действительный тайный советник, член Государственного Совета.
Брак был бездетен. После свадьбы А. В. Планат с супругой неоднократно гостили в селе Большом Столбецком Малоархангельского уезда, орловском имении брата супруги и своего шурина — крупного орловского помещика, героя Отечественной войны 1812 года, генерал-майора Михаила Николаевича Мацнева. Особенно много таких поездок было во второй половине 1820-х — начале 1830-х годов. Вполне возможно, что, в какой-то части, отношения родственников были связаны и со служебными обязанностями А. В. Планата, поскольку военный портрет М. Н. Мацнева в 1820-х годах, по высочайшему повелению, пополнил коллекцию Эрмитажной военной галереи. Очевидно, что, работая научным сотрудником и исполняя обязанности смотрителя живописи Эрмитажа в течение всего периода создания Военной галереи Зимнего дворца, А. В. Планат не мог не гордиться близким родством со столь знаменитым шурином.
По-видимому, А. В. Планат был близко знаком и с московским почт-директором, действительным статским советником и камергером А. Я. Булгаковым, посвятившим в 1832 году А. В. Планату перевод с французского стихотворения «Есть некто — штука удалая». Впоследствии овдовевший А. Я. Булгаков вторым браком был женат на вдове генерал-майора М. Н. Мацнева — Эмерике Адамовне.
Коллежская асессорша Наталья Николаевна Планат была с.-петербургской домовладелицей. Вместе с мужем жила в собственном благоприобретенном доме, под № 32/621, на ул. Захарьевской, 5-го квартала, Литейной части С.-Петербурга. В мае 1839 года, получив заграничный отпуск, А. В. Планат вместе с Натальей Николаевной, в сопровождении двух крепостных дворовых, отправился в Европу для излечения, и в том же году скончался в г. Эмсе. В январе 1840 года в г. Бадене умерла его вдова.

### Жена
Планат Наталья Николаевна, урожденная Мацнева (1787 — январь 1840, г. Баден) — коллежская асессорша. Единственная дочь орловского помещика, статского советника Николая Михайловича Мацнева и псковской помещицы, девицы Варвары Дмитриевны Ланской, фрейлины императрицы Екатерины II. Сестра героя Отечественной войны 1812 года, генерал-майора Михаила Николаевича Мацнева. Воспитывалась в девичьем отделении московского частного Пансиона Дельсалей. Впоследствии жила с матерью в С.-Петербурге, в казённом доме у Красного моста, бывшем купца А. Ф. Битепажа.
Согласно духовному завещанию матери, в 1817 году объявлена единственной наследницей её движимого и недвижимого имения. Через несколько месяцев после смерти матери, в С.-Петербурге 17.08.1817 г. венчалась с письмоводителем Императорского Эрмитажа, канцелярским служащим, состоящим в придворном штате по ведомству Министерства императорского двора, французом по происхождению, Огюстом Планитом (Августом Васильевичем Планатом). Её супруг, прослуживший в России сотрудником Императорского Эрмитажа свыше 30 лет, выслужил дворянское достоинство, получив пожалование кавалерственными орденами. Незадолго до своей кончины, в связи с реорганизацией управления Эрмитажем, из титулярных советников А. В. Планат был пожалован в чин коллежского асессора и из помощника смотрителя II-го отделения получил назначение на должность помощника начальника II-го отделения (Картинной галереи и редких вещей) Императорского Эрмитажа, обязанности хранителя которого ранее исправлял неоднократно.
Н. Н. Планат вместе с мужем, получившим заграничный отпуск, в мае 1839 года уехала для излечения за границу. Осенью того же — 1839 года, А. В. Планат скончался в г. Эмсе, в Германии, а в январе 1840 года в австрийском г. Бадене умерла Наталья Николаевна. Брак был бездетным. Единственным наследником движимого и недвижимого имущества Н. Н. Планат был утвержден её брат — ген.-майор Михаил Николаевич Мацнев. С.-Петербургская домовладелица: по купчей от 31.01.1834 года, совершенной во II-м департаменте С.-Петербургской гражданской палаты, купила у дочери коллежского советника, девицы Екатерины Брандорф, деревянный на каменном жилом этаже дом, состоящий в Литейной части, 5-го квартала, под № 621 (впоследствии под № 32/621), по ул. Захарьевской, за 22 000 руб. Этот дом и наследовал брат — ген.-майор М. Н. Мацнев, С.-Петербургским уездным судом в августе 1841 года утвержденный единственным наследником сестры и введенный в права наследства. В этом доме у четы Планатов, в январе — феврале 1837 года, гостил знаменитый славянофил, публицист и общественный деятель, рязанский помещик, отставной надворный советник Александр Иванович Кошелев, желавший в столице приобрести у желающих от 3 до 10 тысяч десятин земли «в хлебородных губерниях».
Движимое имущество, принадлежавшее коллежской асессорше Н. Н. Планат и наследованное её братом, заключалось в процентном билете С.-Петербургского опекунского совета от 11.10.1839 за № 54578, на сумму 286 руб. серебром.